# Pro Football Focus
Pro Football Focus (scritto anche come ProFootballFocus e spesso definito con le sue iniziali, PFF) è una compagnia di analisi sportiva focalizzata sulla National Football League (NFL) e sul football della NCAA Division I negli Stati Uniti d'America. PFF produce una votazione da 0 a 100 per ogni giocatore e statistiche avanzate per le squadre e per i giocatori, classificando ogni giocata di ogni partita sia nella NFL che nella FBS.
La compagnia pubblica i suoi dati principalmente sul web. Alcune informazioni di base sono disponibili gratuitamente mentre altre più avanzate richiedono una sottoscrizione.

## Storia
PFF fu fondata da Neil Hornsby nel Regno Unito. Insoddisfatto dalle limitazioni di alcune statistiche, Hornsby iniziò a classificare i giocatori nel 2004. Lo staff gradualmente aumentò negli anni seguenti e il sito fu lanciato nel 2007. La stagione NFL 2006 fu la prima per cui PFF compilò un set completo di dati.
Per la stagione 2011, PFF fornì dati personalizzati per tre squadre della NFL, agenti, media e giocatori.
Nel 2014, il commentatore sportivo ed ex giocatore della NFL Cris Collinsworth acquistò una quota di maggioranza del servizio, spostando le sue operazioni a Cincinnati, vicino a dove Collinsworth vive, a Fort Thomas, Kentucky.
PFF iniziò a raccogliere dati per ogni partita di college football della NCAA Division-I nel 2014.
Al 2021 PFF fornisce dati personalizzati a tutte le 32 squadre della NFL, a 102 squadre della NCAA FBS, a 9 squadre della CFL, a media regionali a nazionali (ad esempio il Washington Post, The Athletic, ed ESPN) e ad agenti/agenzie sportive.

## Voti
PFF assegna una voto a ogni giocatore della NFL in ogni giocata con una scala che va da -2 a +2, usando incrementi di mezzo punti. I voti sono basati sul contesto e sulle prestazioni. Una corsa di quattro yard che guadagna un primo down dopo avere superato due tentativi di placcaggio riceverà un voto migliore di una corsa di quattro yard  su una situazione di terzo down e cinque yard dove il portatore di palla non fa nulla di più di quanto atteso. Un quarterback che esegue un buon passaggio che il ricevitore tocca deviandolo tra le braccia del difensore non avrà un voto negativo per quella giocata, malgrado il risultato influisca negativamente sulla squadra.
Le valutazioni sono estrapolate in una votazione su una scala 0-100 che è rappresentata per ruolo ed è liberamente visibile a chiunque. Questi voti appaiono in molte aree dei media della NFL, incluse nelle introduzioni dei giocatori nel programma Sunday Night Football di NBC.
Inoltre, i voti sono separati per tipo di giocata. Oltre al voto complessivo, un offensive lineman riceve un voto per i blocchi sui passaggi e uno per i blocchi sulle corse.
Nel classificare ogni partita, PFF è in grado di tenere traccia di informazioni e creare database che tipicamente non sono disponibili.

## Statistiche avanzate
PFF afferma di coprire ogni giocata di ogni giocatore in ogni partita della NFL e dei maggiori livelli del college football e crea statistiche avanzate sulle informazioni tratte da esse.

## Critiche
PFF è stato criticato dalla comunità degli analisti riguardo l'accuratezza e la veridicità dei suoi voti. In contrasto con la natura puramente quantitativa dei voti pubblicati da fonti come Football Outsiders, TeamRankings e numberFire, PFF utilizza votazioni qualitative e basate sulle opinioni come radice delle sue valutazioni da 0 a 100. Per tale motivo questi voti non sono veramente quantitativi e possono essere vittima di opinioni personali, errata raccolta di dati o altri problemi.